# Microcompartimento bacteriano
]

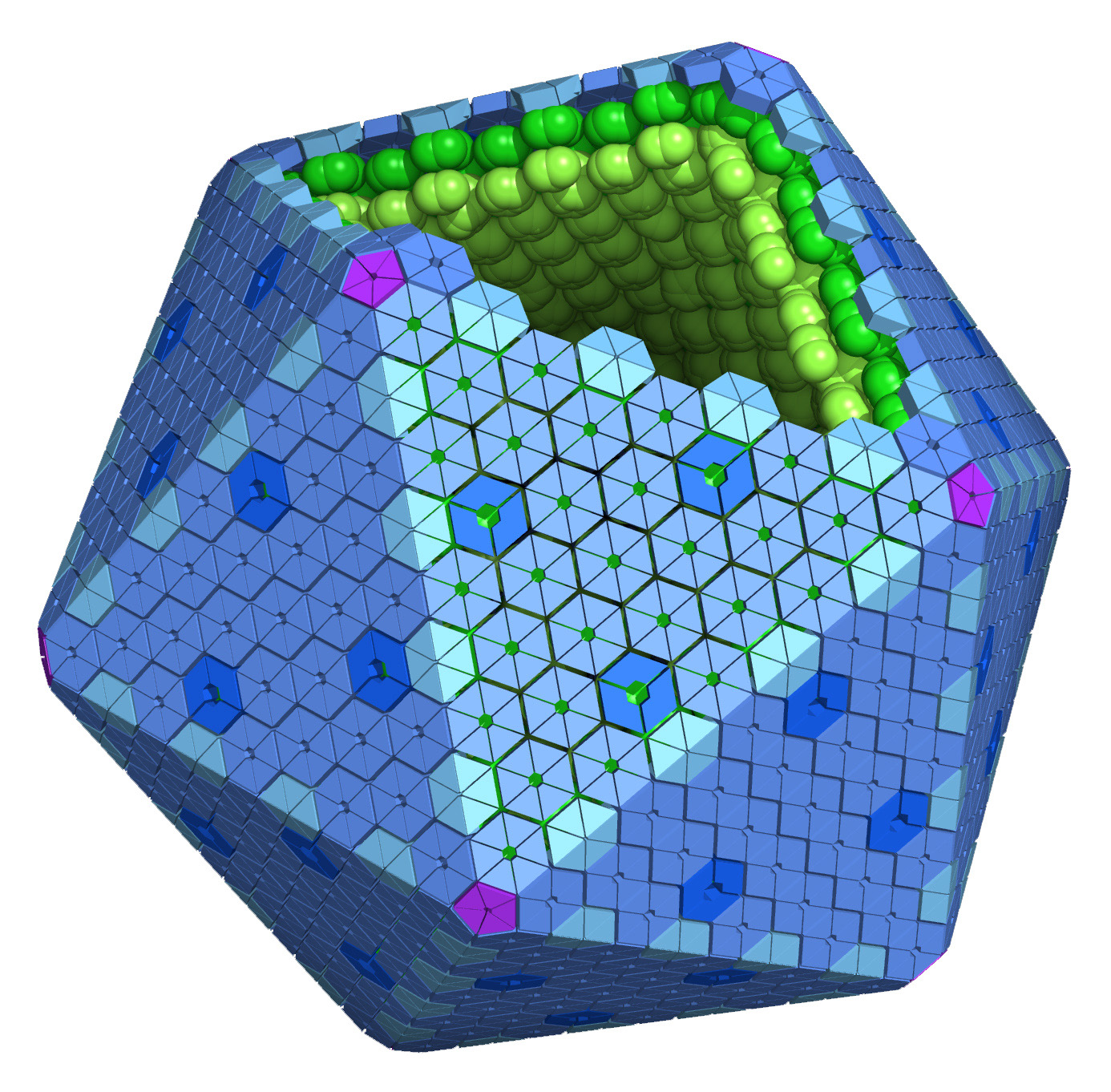
Representação estilizada do carboxissoma e estruturas bacterianas relacionadas, como os compartimentos para o uso de propanodiol (Pdu) e etanolamina (Eut). Aqui mostram-se proteínas de revestimento dos microcompartimentos hexaméricas que realizam diferentes funções na cubertura em diversos tons de azul. As proteínas pentaméricas do vértice são mostradas na cor magenta. As enzimas encapsuladas estão em verde, dispostas em camadas. [Imagem: T. Yeates

Os microcompartimentos bacterianos (MCB ou BMC, do inglês bacterial microcompartments) são organelas que consistem numa cobertura proteica que encerra determinadas enzimas e outras proteínas. Estes microcompartimentos têm geralmente entre 40 e 200 nanómetros de diâmetro e são constituídos inteiramente por proteínas. A função das coberturas é semelhante à duma membrana, uma vez que são seletivamente permeáveis. Outros compartimentos baseados em proteínas que se encontram em bactérias e arqueas são os nanocompartimentos de encapsulina e as vesículas de gás. Os eucariotas também possuem organelas proteináceas, como o complexo da vault.